# Too Many Friends
Singles de Placebo
B3
(2012) Loud Like Love
(2013)
Too Many Friends est le premier single tiré de l'album Loud Like Love de Placebo, sorti en 2013. La chanson traite de cette forme de solitude moderne qui touche les gens qui sont plus proches de leurs relations virtuelles sur Internet, notamment via les réseaux sociaux, que des personnes qu'ils rencontrent IRL.

## Classements
| Pays                                    | Positions |
| --------------------------------------- | --------- |
| Allemagne (Media Control AG)            | 14        |
| Autriche (Ö3 Austria Top 40)            | 51        |
| Belgique (Flandre Ultratop 50 Singles)  | 46        |
| Belgique (Wallonie Ultratop 50 Singles) | 26        |
| France (SNEP)                           | 31        |
| Suisse (Schweizer Hitparade)            | 36        |